# Алонж (історія костюма)

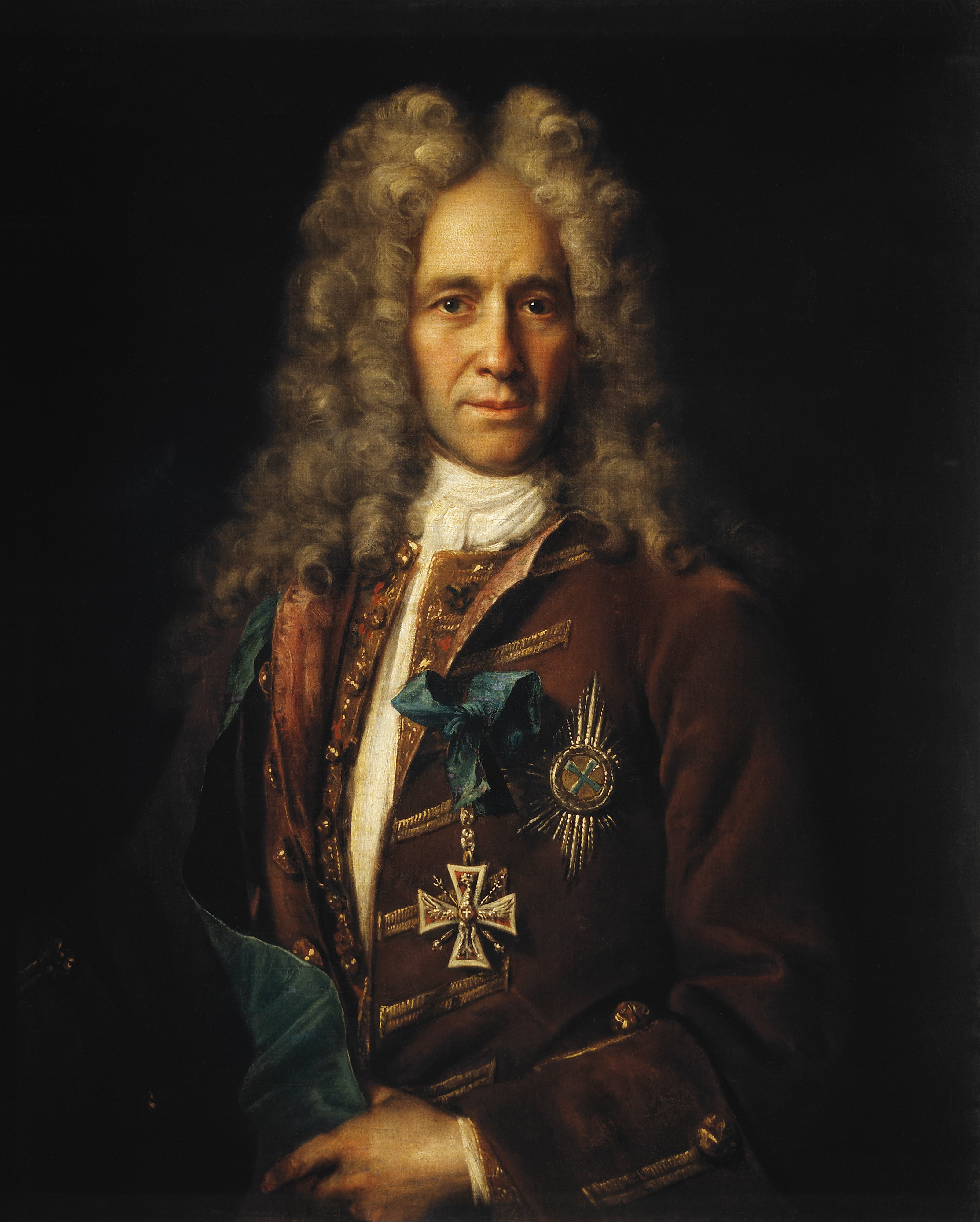
Російський вельможа Г.Головкін у перуці алонж. Робота Івана Нікітіна

Ало́нж (фр. allonge від фр. allonger — подовжувати) — перука з довгими хвилястими пасмами. Була уведена при дворі короля Людовика XIV (1638—1715) у другій половині XVII ст. Вважається, що мода на подібні перуки виникла через те, що король занадто рано почав лисіти і не міг змиритися з цим. Надягнувши пишну перуку, король «прирік» на носіння алонжів всю Європу. Оскільки «істинно королівська перука» мала нагадувати левову гриву, спочатку його виготовляли біляво-рудуватим. Спочатку ці перуки були схожі на велику пухнасту «хмару». З часом найпопулярнішими стали білосніжні алонжі.
На початку XVIII століття алонж дещо змінився — він став коротшим і компактнішим. Вкорочений варіант алонжу називали «бінет». У наш час алонжі носять судді та парламентарії у Великій Британії та Австралії.
У Росії алонж набув розповсюдження з початком реформ Петра I.